# COROT-3
COROT-3 é uma estrela anã branca-amarela da sequência principal mais quente do que o nosso Sol. Esta estrela está localizada a aproximadamente 2.218 anos-luz (680 pc) de distância a partir Terra, na constelação de Aquila. A magnitude aparente dessa estrela é de 13, o que significa que não é visível a olho nu, mas pode ser visto com um telescópio amador médio em uma noite clara escura.

## Sistema planetário
Esta estrela hospeda um objeto designado de COROT-3b. Este objeto foi descoberto pela telescópio espacial COROT usando o método de trânsito. Medições feitas usando o método de velocidade radial mostram que esse objeto é provavelmente uma anã marrom.